# Kommissar für Klimaschutz
Der Kommissar für Klimaschutz ist ein Mitglied der Europäischen Kommission. Das Ressort wurde mit Amtsantritt der Kommission Barroso II im Februar 2010 aus dem Amt des Umweltkommissars ausgegliedert. Der Kommissar für Klimaschutz ist für die Generaldirektion Klimapolitik (abgekürzt DG Clima von Directorate-General for Climate Action) verantwortlich. Hauptthemenfeld ist die Klimapolitik der Europäischen Union, die insbesondere das EU-Emissionshandelssystem umfasst.
Amtsinhaber ist der Niederländer Wopke Hoekstra.

## Bisherige Amtsinhaber
| Kommissar           | Amtszeit  | Staat       | nationale Partei | europäische Partei | sonstige Zuständigkeiten |
| ------------------- | --------- | ----------- | ---------------- | ------------------ | ------------------------ |
| Wopke Hoekstra      | seit 2023 | Niederlande | CDA              | EVP                | Steuern (ab 2024)        |
| Frans Timmermans    | 2019–2023 | Niederlande | PvdA             | SPE                | Europäischer Green Deal  |
| Miguel Arias Cañete | 2014–2019 | Spanien     | PP               | EVP                | Energie                  |
| Connie Hedegaard    | 2010–2014 | Dänemark    | KF               | EVP                |                          |